# Exosphaeroma hylecoetes
Exosphaeroma hylecoetes is een pissebed uit de familie Sphaeromatidae. De wetenschappelijke naam van de soort is voor het eerst geldig gepubliceerd in 1940 door Barnard.